# László Bujtás
László „omaha4rollz“ Bujtás (* 16. November 1992) ist ein professioneller ungarischer Pokerspieler. Er gewann 2022 ein Turnier der Triton Poker Series.

## Pokerkarriere

### Online
Bujtás stammt aus Pécs. Er spielt seit März 2011 online unter den Nicknames omaha4rollz (PokerStars, partypoker, Full Tilt Poker sowie Americas Cardroom), lacibaby64 (888poker) und o4rollz (Winamax). Im Jahr 2017 stand er beim PokerStake-Ranking, das die erfolgreichsten Onlinepoker-Turnierspieler weltweit listet, zeitweise auf dem neunten Platz. Im September 2015 und 2018 sicherte sich der Ungar jeweils einen Titel bei der auf PokerStars ausgespielten World Championship of Online Poker. Insgesamt liegen seine Online-Turniergewinne bei über 6,5 Millionen US-Dollar, wovon der Großteil auf PokerStars gewonnen wurde.

### Live
Seine erste Geldplatzierung bei einem Live-Turnier erzielte Bujtás Ende März 2011 bei der World Poker Tour in Wien. Im April 2011 belegte der Ungar bei einem Turnier der Variante Pot Limit Omaha der Irish Poker Open in Dublin den zweiten Platz und erhielt ein Preisgeld von 15.300 Euro. Mitte Januar 2015 erreichte er beim Main Event des PokerStars Caribbean Adventures auf den Bahamas die Geldränge und wurde 62. für knapp 25.000 US-Dollar. Im Juni 2016 war Bujtás erstmals bei der World Series of Poker im Rio All-Suite Hotel and Casino am Las Vegas Strip erfolgreich und kam einmal ins Geld. Mitte April 2017 wurde er beim High Roller der partypoker Millions in Nottingham Siebter und erhielt sein bisher höchstes Live-Preisgeld von 50.000 britischen Pfund. Anfang November 2018 erreichte der Ungar den Finaltisch des Main Events der World Series of Poker Europe im King’s Resort in Rozvadov und belegte hinter Jack Sinclair den mit knapp 700.000 Euro dotierten zweiten Platz. Anfang Mai 2019 wurde Bujtás beim High Roller der European Poker Tour (EPT) in Monte-Carlo Vierter und erhielt rund 300.000 Euro. Ende August 2019 gewann er ein Event der EPT in Barcelona und sicherte sich eine Siegprämie von mehr als 710.000 Euro. Bei der Triton Poker Series im nordzyprischen Kyrenia belegte der Ungar Anfang April 2022 beim Auftaktevent den mit 770.000 US-Dollar dotierten zweiten Rang. Beim EPT Super High Roller in Monte-Carlo wurde er Anfang Mai 2022 Fünfter und erhielt über 360.000 Euro. Im selben Monat belegte er bei der Triton Series in Madrid einen fünften und einen ersten Platz, was ihm Preisgelder von über einer Million Euro zusicherte.
Insgesamt hat sich Bujtás mit Poker bei Live-Turnieren knapp 6,5 Millionen US-Dollar erspielt und ist damit der erfolgreichste ungarische Pokerspieler.